# Live – Friday the 13th
| 평가 점수     | 평가 점수 |
| 출처          | 점수      |
| ------------- | --------- |
| AllMusic      | [ 1 ]     |
| Rolling Stone | [ 2 ]     |

Live – Friday The 13th는 마룬 5의 라이브 음반으로 DVD와 CD로 구성된다. 2005년 7월 13일 미국 캘리포니아주 샌타바버라의 샌타바버라 볼(Santa Barbara Bowl)에서 녹음 되었다. 제5회 혼다 시빅 투어의 일환이었다.

## 곡 목록
1. "Shiver" – 4:49
2. "Through With You" – 3:19
3. "Tangled" – 3:37
4. "Harder To Breathe" – 2:59
5. "The Sun" – 7:52
6. "Wasted Years" – 5:23
7. "Secret" / "Ain't No Sunshine" – 7:11
8. "Not Coming Home" – 4:28
9. "This Love" – 5:14
10. "Must Get Out" – 4:08
11. "Sunday Morning" – 6:37
12. "Sweetest Goodbye" – 9:38
13. "Hello" (오아시스 커버) – 3:52
14. "She Will Be Loved" – 8:51

## 제작
- 애덤 리바인 - 리드 보컬, 리드 및 리듬 기타
- 제시 카마이클 - 키보드, 리듬 기타, 백 보컬
- 제임스 밸런타인 - 리드 및 리듬 기타, 백 보컬
- 미키 매든 - 베이스 기타
- 맷 플린 - 드럼, 퍼커션
- 라이언 두식 - 백 보컬 (오프 스테이지); 어깨 부상으로 인하여 투어 구성원 맷 플린이 드럼 연주.

## 차트 성적
- 미국 - #61
- 오스트레일리아 - #37

## 같이 보기
- 제5회 혼다 시빅 투어